# Union des églises baptistes aux Pays-Bas
L’Union des églises baptistes aux Pays-Bas (néerlandais : Unie van Baptistengemeenten in Nederland) est une association chrétienne évangélique d'églises baptistes aux Pays-Bas.  Elle est affiliée à l’Alliance baptiste mondiale. Son siège est situé à Amsterdam. 

## Histoire

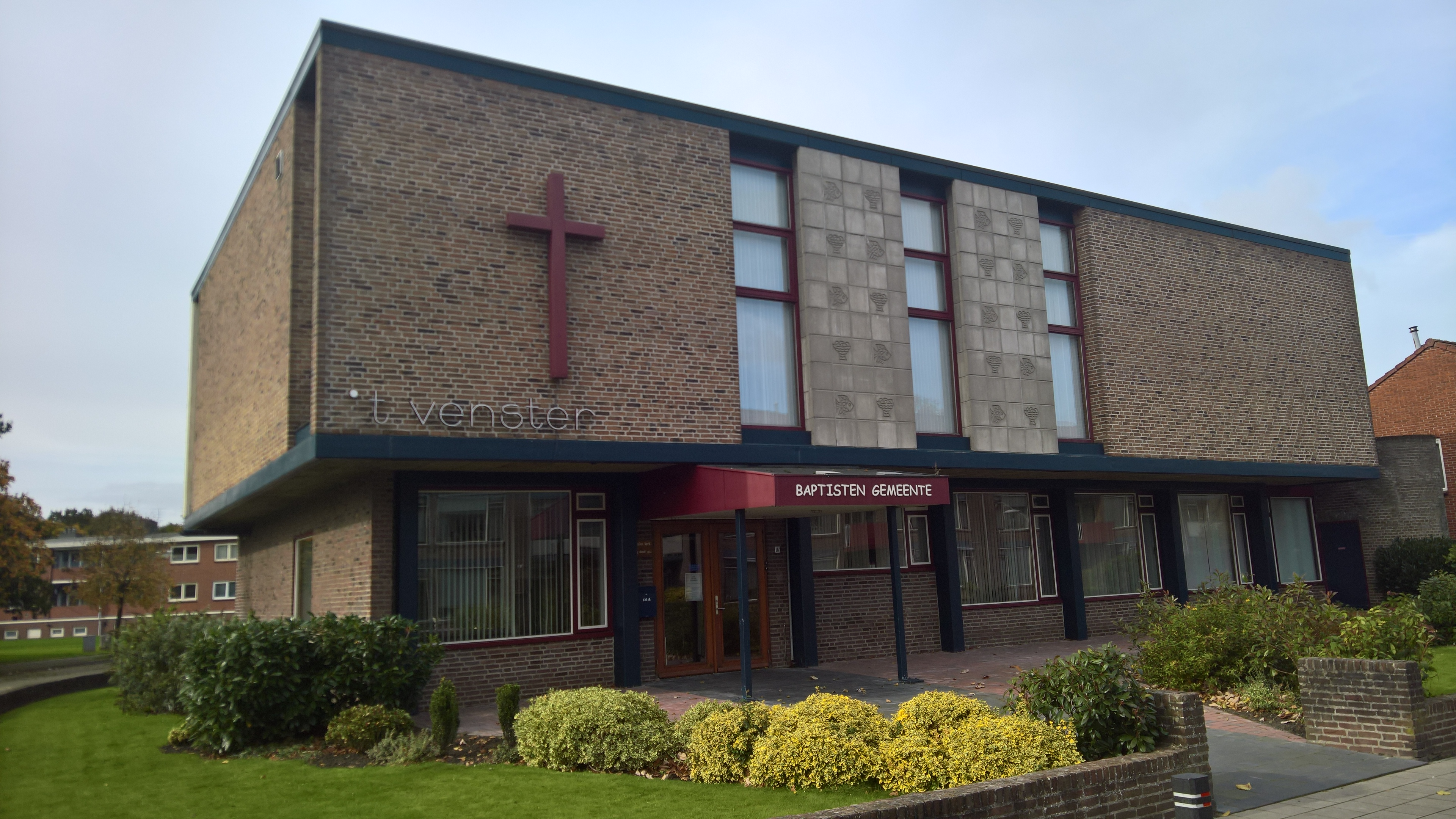
Église baptiste de Winschoten.

L’Union des églises baptistes aux Pays-Bas a ses origines dans la fondation de la première église baptiste à Amsterdam, par le pasteur anglais John Smyth en 1609, marquant ainsi les débuts du mouvement baptiste.  Toutefois, c’est une mission danoise dirigée par Julius Köbner en 1845 qui a permis l’établissement de plusieurs églises dans le pays. Elle est officiellement fondée par sept églises en 1881. Selon un recensement de l’association, en 2023 elle disait avoir 80 églises et 9,184 membres.